# Ulopeza semivialis
Ulopeza semivialis is een vlinder uit de familie van de Grasmottenn (Crambidae), uit de onderfamilie van de Spilomelinae. De wetenschappelijke naam van deze soort is voor het eerst voorgesteld door Frederic Moore in een publicatie uit 1888.
De soort komt voor in India (West-Bengalen) en China (Guangdong).